# Absamat Masalijew
Absamat Masalijewicz Masalijew ros. Абсамат Масалиевич Масалиев (ur. 10 kwietnia 1933 w Ałyszu w obwodzie oszyńskim, zm. 31 lipca 2004 w Biszkeku) – polityk Kirgistanu, wcześniej ZSRR. Bohater Republiki Kirgiskiej.

## Życiorys
W 1953 skończył Moskiewski Instytut Górniczy, a w 1966 Wyższą Szkołę Partyjną w Ałmaty. W latach 1972–1974 przewodniczący obwodowego komitetu partyjnego w mieście Frunze (obecnie Biszkek), 1974-1979 sekretarz KC Komunistycznej Partii Kirgiskiej Socjalistycznej Republiki Radzieckiej. Od 2 listopada 1985 do 6 kwietnia 1991 był pierwszym sekretarzem Komunistycznej Partii Kirgiskiej Socjalistycznej Republiki Radzieckiej; od 10 kwietnia do 10 grudnia 1990 zajmował także stanowisko przewodniczącego Prezydium Rady Najwyższej Kirgiskiej SRR (głowy republiki). Od lipca 1990 do kwietnia 1991 członek Biura Politycznego Komitetu Centralnego Komunistycznej Partii Związku Radzieckiego. Od 1995 roku do śmierci był deputowanym. Zmarł na skutek zawału serca.

## Odznaczenia
- Bohater Republiki Kirgiskiej
- Order Rewolucji Październikowej
- Order Czerwonego Sztandaru Pracy (dwukrotnie)
- Order „Manas” III klasy